# 広谷駅
広谷駅（クァンゴクえき）は、大韓民国全羅南道宝城郡にある、韓国鉄道公社慶全線の駅である。

## 駅構造
- 単式ホーム1面1線の地上駅。

## 歴史
- 1932年11月1日：開業[1]。
- 1944年6月15日：廃止[2]。
- 1959年7月15日：再開業[3]。
- 2011年10月5日：旅客取扱中止。

## 隣の駅
韓国鉄道公社
慶全線
宝城駅 - 広谷駅 - 鳴鳳駅